# Урусов, Николай (журналист)
Николай Урусов (англ. Nicolai Ouroussoff; р. 3 октября 1962) — американский журналист, критик архитектуры в издании The New York Times с 2004 по июнь 2011 годы.

## Биография
Родился в Кембридже (штат Массачусетс), получил степень бакалавра по русскому языку в Джорджтаунском университете и степень магистра архитектуры в Колумбийской высшей школе архитектуры, планирования и охраны (Columbia Graduate School of Architecture, Planning and Preservation), где стал приглашённым профессором.
Урусов работал архитектурным критиком для Los Angeles Times. После своего наставника Герберта Машампа в 2004 году Урусов занял его должность архитектурного критика в The New York Times. Он составил некролог для Машампа в 2007 году. Был финалистом Пулитцеровской премии в 2003, 2004, 2006 и 2011 годах. Женат на гражданке Великобритании художнице Сесили Браун.
В 2011 году Урусов покинул The New York Times, чтобы писать книгу. Его место в издании занял Майкл Киммелман.